# Iraqw
Iraqw är en etnisk grupp i Mbulu District i Babati Region i norra Tanzania. Kärnområdet för Iraqw utgörs av Iraqw’ar Da/aw (eller Mama Isara) i Mbulus högland. Iraqw’ar Da/aw är känt för sitt lokalt utvecklade intensivjordbruk med terrassering, stallning av boskap, gödsling och en stor diversitet av olika grödor.